# .223 Remington
Le .223 Remington est la version civile de la cartouche militaire 5,56 mm OTAN. Elle est composée d'une balle chambrée dans un étui métallique de 0,224 pouces (soit 5,6896 millimètres) de diamètre, dont le poids varie de 40 à 90 grains, mais les charges les plus courantes sont de loin de l'ordre de 55 grains (soit 3,56 grammes) et 63 grains.

## Historique
Face à l'énergie excessive de la 7,62 mm OTAN qui développe un recul important pour une arme légère et qui nécessite d'importantes ressources à produire et à acheminer sur le champ de bataille et limite le nombre de cartouches qu'un soldat peut emporter en opération, l'idée d'une munition légère et rapide, adaptée aux distances de combat courantes (soit environ 300 mètres) a vu le jour dans les services de recherche de l'armée américaine. 
Dans le milieu des années 1950, trois cartouches de calibre .224 furent sélectionnées pour succéder au 7,62 mm OTAN en tant que principales cartouches militaires des forces armées américaines : la .222 Winchester, la .224 Springfield et la .222 Special. Cette dernière fut développée par Eugene Stoner, d'Armalite. Toutes furent des versions améliorées de la cartouche .222 Remington. La .222 Special fut choisie parmi les autres et bientôt devint connue sous le nom de .223 Remington.
La .223 Remington apparut pour la première fois en 1957 en tant que cartouche expérimentale militaire dans la carabine d'assaut Armalite AR-15. En 1964. Elle fut officiellement adoptée par l'armée américaine sous la désignation 5,6 mm Ball M193. Elle est utilisée dans la carabine à tir sélectif M16 qui est fondée sur le design original de l'AR-15

## Description
La cartouche de 223 Remington est en termes dimensionnels identique au 5,56 OTAN c'est-à-dire 5,56 × 45 mm. Le terme de 5,56 OTAN, désigne toutefois une munition : il faut y ajouter la nomenclature de la munition (munition = le projectile et ses propriétés militaires) ; il existe par exemple la ss109 (balle de 5,56 mm dernière née, plus lourde, semi-perforante avec de meilleures performances), la m193 ancienne version (balle ordinaire légère), la M856 et M196 (traçantes associées aux précédentes) et enfin la M200 (à blanc).
La différence principale entre la .223 Remington et la 5,56 mm OTAN réside dans une pression et une vitesse moindre pour la .223. Ce type de munition peut être tiré sans danger avec une arme chambrée pour du 5,56 mm, mais l'inverse n'est pas nécessairement vrai et peut être dangereux. La pression supplémentaire créée par la munition 5,56 OTAN pourrait, dans une chambre de .223rem, provoquer des problèmes tels qu'extractions difficiles, douilles fendues, voire, dans certains cas extrêmes, des dommages qui pourraient rendre l'arme inutilisable et blesser le tireur. Les chambres conçues pour les spécifications de la .223 ont un col plus court ainsi que des dimensions plus réduites et une feuillure légèrement plus courte que celles suivant les spécifications militaires du 5,56 mm.
La 223 ou 5,56 mm se différencie du 222 Remington par les dimensions de son étui et non par le diamètre de la balle qui est identique : il s'agit pour ces deux calibres d'un calibre .22 (tout comme le .22 long rifle, bien que ce dernier, avec ses vitesses bien moins élevées, soit radicalement moins « destructeur »). Ainsi, une cartouche de 223 Remington ne peut pas être introduite dans une arme chambrée en 222 Remington. À l'inverse, une cartouche de 222rem peut être chambrée dans une chambre de 223 Remington, mais cela est à éviter car une telle erreur conduirait inévitablement à l'explosion de la douille dans la chambre, voire de la chambre elle-même…
En ce qui concerne les « pas de rayures », il y a un rapport entre le pas de rayure du canon et la longueur de la balle. Ainsi, un canon avec un pas de 1/7" (ce qui signifie que la balle effectue un tour complet sur elle-même en 7 pouces ou environ 18 cm) permettra de stabiliser des balles plus longues, alors qu'un canon avec un pas de 1/9" (environ 23 cm) aura de meilleures performances avec une balle plus courte. Le choix de la balle, pour le tireur qui recharge, sera ainsi dicté par le pas de rayure de son arme ; et ce choix sera fait selon le poids de la balle : en effet plus une balle est longue, plus elle est lourde… De plus les balles sont vendues selon leur poids, et non pas leurs longueurs. 
Ainsi une correspondance approximative a été faite entre le poids de la balle (du fait de la longueur nécessaire pour contenir tel grammage de plomb) et le pas de rayure adapté : par exemple un pas de rayure 1/12" sera suffisant pour stabiliser des balles jusqu'à 55gn maximum, celui de 1/9" jusqu'à 69gn, et celui de 1/7" jusqu'à 77gn… En réalité ce n'est pas le poids qui entre en ligne de compte, mais bien la longueur de la balle (voir la formule de "Greenhill").
Une balle en plomb, cuivré FMJ, de 60g, sera ainsi stabilisée par un pas de 1/9"; mais cette même balle de 60gn faite hypothétiquement dans un autre métal plus léger sera plus longue, et ne sera donc pas stabilisée par ce pas de 1/9", nécessitant un pas plus rapide, celui de 1/7" par exemple.

## Comparaisons balistiques des munitions d'armes d'épaule les plus répandues
Ce tableau présente les caractéristiques balistiques des munitions d'armes d'épaule les plus connues. La performance utile typique se base sur les caractéristiques des munitions standard du marché les plus fréquemment rencontrées, ceci à titre de comparaison.
La performance d'une munition, c'est-à-dire son impact sur la cible s'exprime en joules selon la formule E = 1/2 M.V2 où M est la masse et V la vitesse de la balle
Le recul ressenti dans l'arme, se mesure lui par la quantité de mouvement exprimée en kg m/s selon la formule Q = M.V
Ainsi une munition de calibre .270 Winchester a une performance supérieure à une munition de 7,57 mm Mauser (3670 J contre 3035 J), mais provoque un recul équivalent (7,86 kg m/s contre 7,89 kg m/s)
|                                   | Données balistiques (munitions du marché) | Données balistiques (munitions du marché) | Données balistiques (munitions du marché) | Données balistiques (munitions du marché) | Données balistiques (munitions du marché) | Données balistiques (munitions du marché) | Données balistiques (munitions du marché) | Données balistiques (munitions du marché) | Données balistiques (munitions du marché) | Données balistiques (munitions du marché) | performance utile typique* | performance utile typique* | performance utile typique* | performance utile typique* |
| Caractéristique                   | Diamètre balle                            | Diamètre balle                            | longueur cartouche                        | longueur douille                          | poids balle                               | poids balle                               | vitesse min                               | vitesse max                               | Energie min                               | Energie max                               | Poids                      | Vitesse                    | Energie                    | Recul                      |
| --------------------------------- | ----------------------------------------- | ----------------------------------------- | ----------------------------------------- | ----------------------------------------- | ----------------------------------------- | ----------------------------------------- | ----------------------------------------- | ----------------------------------------- | ----------------------------------------- | ----------------------------------------- | -------------------------- | -------------------------- | -------------------------- | -------------------------- |
| unité                             | mm                                        | pouce                                     | mm                                        | mm                                        | g                                         | Grain                                     | m/s                                       | m/s                                       | J                                         | J                                         | grain                      | m/s                        | J                          | kg m/s                     |
| .22 LR                            | 5,60                                      | .223                                      | 25,40                                     | 15,60                                     | 1,9 - 2,6                                 | 30-40                                     | 370                                       | 500                                       | 180                                       | 260                                       | 32                         | 440                        | 200                        | 0,91                       |
| 5,56 x 45 mm Otan .223 Remington  | 5,69                                      | .224                                      | 57,40                                     | 44,70                                     | 3 - 4                                     | 30-60                                     | 850                                       | 993                                       | 1670                                      | 1890                                      | 55                         | 988                        | 1740                       | 3,52                       |
| .222 Remington                    | 5,69                                      | .224                                      | 54,10                                     | 43,20                                     | 4-5                                       | 50-77                                     | 890                                       | 1090                                      | 1450                                      | 1600                                      | 50                         | 957                        | 1485                       | 3,10                       |
| .243 Winchester                   | 6,20                                      | .243                                      | 68,83                                     | 51,90                                     | 4 - 6                                     | 62 - 90                                   | 920                                       | 1240                                      | 2500                                      | 2900                                      | 90                         | 945                        | 2600                       | 5,51                       |
| .270 Winchester                   | 7,00                                      | .275                                      | 84,80                                     | 64,50                                     | 6                                         | 90-130                                    | 910                                       | 1100                                      | 3500                                      | 4000                                      | 130                        | 933                        | 3670                       | 7,86                       |
| 7x57 mm Mauser                    | 7,24                                      | .285                                      | 78,00                                     | 57,00                                     | 8-12                                      | 124-180                                   | 700                                       | 900                                       | 3000                                      | 3700                                      | 160                        | 765                        | 3035                       | 7,93                       |
| 7x64 mm Brennecke                 | 7,24                                      | .285                                      | 84,00                                     | 64,00                                     | 8-12                                      | 124-180                                   | 820                                       | 920                                       | 3300                                      | 4000                                      | 162                        | 800                        | 3360                       | 8,40                       |
| 7 mm Rem Mag                      | 7,20                                      | .284                                      | 84,00                                     | 64,00                                     | 8-10                                      | 124-154                                   | 870                                       | 1100                                      | 4000                                      | 4400                                      | 150                        | 945                        | 4340                       | 9,18                       |
| 7,62 x 51 mm Otan .308 Winchester | 7,80                                      | .308                                      | 69,90                                     | 51,20                                     | 6,5-8                                     | 124-150                                   | 780                                       | 860                                       | 2900                                      | 3600                                      | 150                        | 860                        | 3594                       | 8,36                       |
| .300 Win Mag                      | 7,80                                      | .308                                      | 85,00                                     | 67,00                                     | 8,7-13                                    | 135-200                                   | 900                                       | 990                                       | 4500                                      | 5000                                      | 180                        | 900                        | 4725                       | 10,50                      |
| 30-06 Springfield                 | 7,80                                      | .308                                      | 85,00                                     | 63,00                                     | 9-15                                      | 140-230                                   | 750                                       | 890                                       | 3800                                      | 4000                                      | 180                        | 825                        | 3970                       | 9,62                       |
| 7,92x57 mm Mauser                 | 8,22                                      | .324                                      | 82,00                                     | 57,00                                     | 11-15                                     | 170-230                                   | 720                                       | 800                                       | 4800                                      | 4800                                      | 200                        | 740                        | 3550                       | 9,60                       |
| .338 Win Mag                      | 8,60                                      | .338                                      | 84,80                                     | 64,00                                     | 11-15                                     | 170-230                                   | 760                                       | 900                                       | 3500                                      | 5300                                      | 200                        | 900                        | 5250                       | 11,66                      |
| 9,3x62 mm Mauser                  | 9,30                                      | .366                                      | 83,60                                     | 62,00                                     | 16-26                                     | 240-350                                   | 720                                       | 800                                       | 4300                                      | 5200                                      | 250                        | 745                        | 4495                       | 12,06                      |
| .375 H&H                          | 9,50                                      | .375                                      | 91,00                                     | 72,40                                     | 16-26                                     | 240-350                                   | 700                                       | 882                                       | 5500                                      | 6300                                      | 270                        | 800                        | 5600                       | 14,00                      |